# Hypercompe ochreator
Hypercompe ochreator är en fjärilsart som beskrevs av Felder 1874. Hypercompe ochreator ingår i släktet Hypercompe och familjen björnspinnare. Inga underarter finns listade i Catalogue of Life.